# Julia Nachtmann

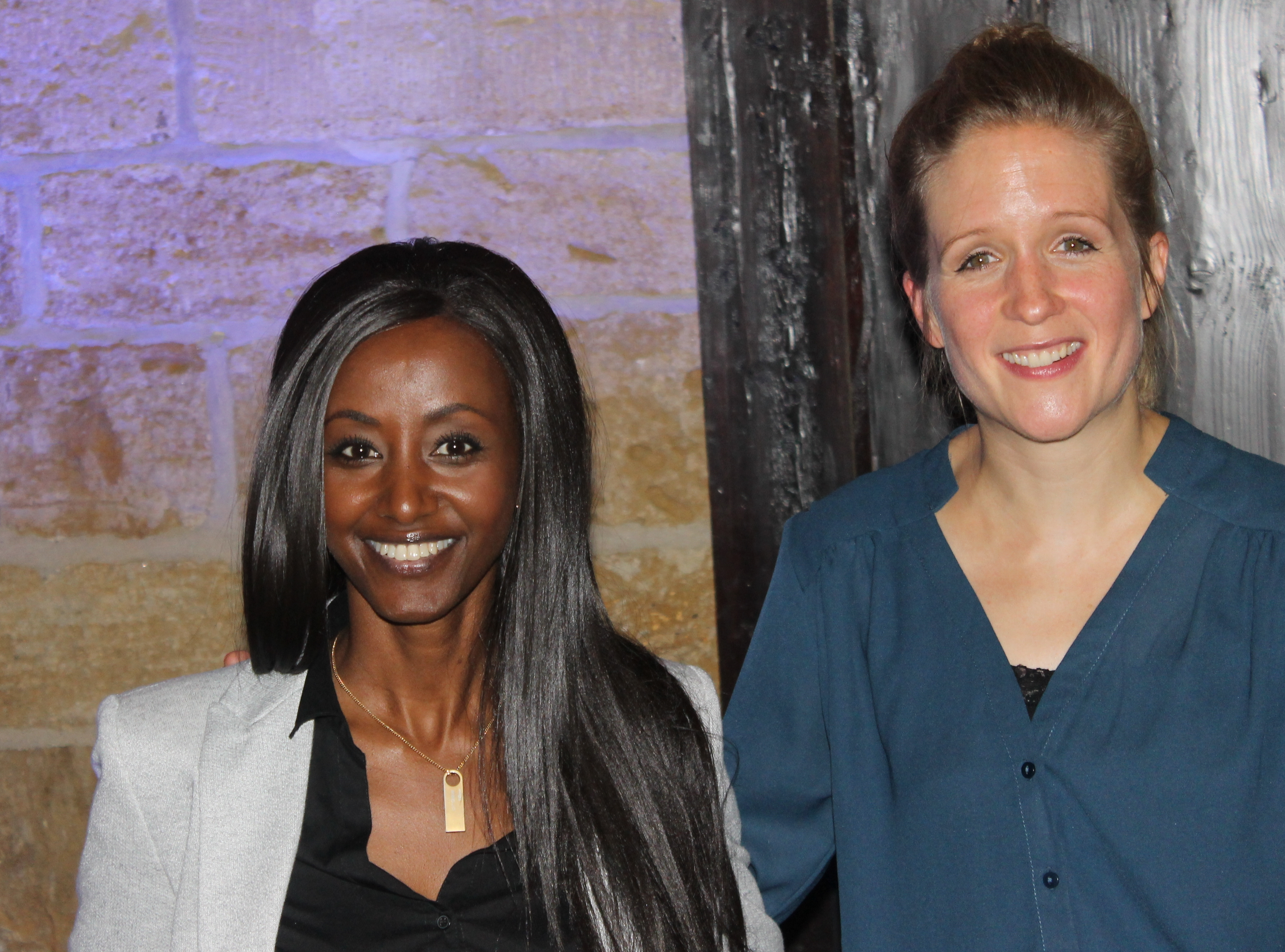
Julia Nachtmann (rechts) und die schwedische Autorin Jenny Rogneby beim Krimifestival Mordsharz in der Kaiserpfalz in Goslar (2015)

Julia Nachtmann (* 1981 in Filderstadt bei Stuttgart) ist eine deutsche Film- und Theaterschauspielerin.

## Leben
Sie absolvierte von 2001 bis 2005 ihr Schauspielstudium an der Hochschule für Musik und Theater in Hamburg. Parallel dazu war sie schon in mehreren Inszenierungen am Thalia Theater zu sehen, wie beispielsweise in Herr Kolpert (R: Roger Vontobel), in Port (R: David Bösch), in White Trash (R: Andreas Kriegenburg) und in Tom Sawyer und Huckleberry Finn (R: Henning Bock).
In den Jahren von 2005 bis 2007 hatte sie ein Engagement am Jungen Schauspielhaus in Hamburg, von 2007 bis 2012 war sie Ensemblemitglied am Deutschen Schauspielhaus Hamburg. Von 2015 bis 2019 war sie in Nathan der Weise am Deutschen Theater Berlin zu sehen.
Julia Nachtmann wirkte zudem als Sprecherin in zahlreichen Hörbuch-Produktionen, die sich zum Teil auf der hr2-Hörbuchbestenliste platzierten (darunter Isabel Abedis Lucian im März 2010).

## Theaterarbeiten
Schauspielhaus Hamburg
- 2005: Mutter Afrika (Regie: Klaus Schumacher)
- 2005: Die Schöne und das Biest oder die Geschichte eines Kusses (Regie: Theo Fransz)
- 2006: Playback Life (Regie: Klaus Schumacher)
- 2006: Tags anders... nachts auch (Regie: Klaus Schumacher)
- 2006: Die wilden Schwäne (Regie: Taki Papakonstantinu)
- 2006: Sagt Lila (Regie: Daniel Wahl)
- 2006: Die zweite Prinzessin (Regie: Gertrud Pigor)
- 2006: Ehrensache (Regie: Klaus Schumacher)
- 2006: Du, Du und Ich (Regie: Theo Fransz)
- 2007: Die Odyssee (Regie: Klaus Schumacher)
- 2007: Minna von Barnhelm (Regie: Karin Henkel)
- 2008: Die Helden auf Helgeland (Regie: Roger Vontobel)
- 2008: Hunger nach Sinn. Zweiter Teil (Regie: Kevin Rittberger)
- 2008: Was Ihr Wollt (Regie: Klaus Schumacher)
- 2008: Kabale und Liebe (Regie: Dusan Parizek)
- 2008: Fast Tracking (Regie: Kevin Rittberger)
- 2009: Vorstellungen! Eine Geschichte, fünf Wahrheiten (Regie: Klaus Schumacher)
- 2009: Faust 1 (Übernahme, Regie: Jan Bosse)
- 2009: Das Käthchen von Heilbronn (Regie: Roger Vontobel)
- 2009: Baumeister Solness (Regie: Martin Kusej)
- 2009: Dantons Tod (Regie: Dušan David Pařízek)
- 2010: Romeo & Julia (Regie: Klaus Schumacher)
- 2010: Punk Rock (Regie: Daniel Wahl)
- 2010: Penthesilea (Regie: Roger Vontobel)
- 2010: Götz von Berlichingen (Regie: Dusan Parizek)
- 2011: König Lear (Regie: Georg Schmiedleitner)
- 2011: Eltern (Regie: Franz Wittenbrink)
- 2011: Der Fall der Götter (Regie: Stephan Kimmig)
- 2011: Hiob (Regie: Klaus Schumacher)
- 2012: Der große Gatsby (Regie: Markus Heinzelmann)

## Filmografie (Auswahl)
- 2002: Die letzte Fahrt (Kurzfilm, Regie: Marcus Hägg)
- 2003: Soldatin (Kurzfilm, Regie: Marcus Hägg)
- 2005: Doppelter Einsatz (TV-Reihe, Regie: Peter Patzak)
- 2006: Die Abrechnung (TV-Film, Regie: Thorsten Näter)
- 2007: Post Mortem (TV-Serie, Regie: Thomas Jauch)
- 2007: Der Dicke (TV-Serie, Regie: Lars Jessen)
- 2007: Eine Schauspielerin versucht zu weinen (Kurzfilm, Regie: Arne Bunk)
- 2008: Remarque – sein Weg zum Ruhm (Doku-Drama, Regie: Hanno Brühl)
- 2009: Notruf Hafenkante (Fernsehserie, Folge Immer Ärger mit Nele, Regie: Bodo Schwarz)
- 2012: Die Kirche bleibt im Dorf (Kinofilm, Regie: Ulrike Grote)
- 2014: Tatort – Brüder (TV-Reihe, Regie: Florian Baxmeyer)
- 2015: Täterätää! – Die Kirche bleibt im Dorf 2
- 2016: Endstation Glück (TV-Film, Regie: Karola Meeder)
- 2018: Nord Nord Mord – Clüver und der leise Tod
- 2018: Endlich Gardasee! (TV-Film, Regie: Ulrike Grote)
- 2020: Das Geheimnis des Totenwaldes (Fernsehfilm)
- 2021: In aller Freundschaft – Die jungen Ärzte – Schmerzgrenzen (Fernsehserie)
- 2021: SOKO Hamburg (Fernsehserie, Folge Gewaltige Liebe)
- 2022: Malibu – Ein Zelt für drei (Fernsehfilm)
- 2022: Solo für Weiss – Todesengel (Fernsehreihe)
- 2023: Gäste zum Essen (Fernsehfilm)
- 2023: SOKO Stuttgart (Fernsehserie, Folge Alte Schulden)
- 2025: In aller Freundschaft (Fernsehserie, Folge Schwingungen)

## Hörbücher (Auswahl)
- 2007: Der Erdbeerpflücker von Monika Feth, Jumbo Verlag, Hamburg, ISBN 978-3-8337-1985-1.
- 2008: Der Mädchenmaler von Monika Feth, Jumbo Verlag, Hamburg, ISBN 978-3-8337-2055-0.
- 2008: Der Scherbensammler von Monika Feth, Jumbo Verlag, Hamburg, ISBN 978-3-8337-2056-7.
- 2009: Der Schattengänger von Monika Feth, Jumbo Verlag, Hamburg, ISBN 978-3-8337-2278-3.
- 2009: Lucian von Isabel Abedi, Jumbo Verlag, Hamburg, ISBN 978-3-8337-2535-7.
- 2010: Nathan und seine Kinder von Mirjam Pressler, Jumbo Verlag, Hamburg, ISBN 978-3-8337-2575-3.
- 2010: Engelsnacht von Lauren Kate, Jumbo Verlag, Hamburg, ISBN 978-3-8337-2683-5.
- 2011: Der Sommerfänger von Monika Feth, Jumbo Verlag, Hamburg, ISBN 978-3-8337-2740-5.
- 2011: Tiefe Wunden von Nele Neuhaus, Hörbuch Hamburg, ISBN 978-3-86909-062-7.
- 2011: Schneewittchen muss sterben von Nele Neuhaus, Hörbuch Hamburg, ISBN 978-3-86909-061-0.
- 2012: Der Russe ist einer, der Birken liebt von Olga Grjasnowa, Hörbuch Hamburg, ISBN 978-3-89903-364-9.
- 2012: Böser Wolf von Nele Neuhaus, Hörbuch Hamburg, ISBN 978-3-89903-379-3.
- 2012: Die Verratenen von Ursula Poznanski, Jumbo Verlag, Hamburg, ISBN 978-3-8337-2997-3.
- 2013: Die Verschworenen von Ursula Poznanski, Jumbo Verlag, Hamburg, ISBN 978-3-8337-3143-3.
- 2013: Ich bin unschuldig von Sabine Durrant, OSTERWOLDaudio, Hamburg, ISBN 978-3-86952-177-0.
- 2014: Es gibt Dinge, die kann man nicht erzählen von Kirsten Boie, Jumbo Verlag, Hamburg, ISBN 978-3-8337-3212-6.
- 2014: Als die Tauben verschwanden von Sofi Oksanen, Hörbuch Hamburg, ISBN 978-3-89903-896-5.
- 2014: Die Lebenden und die Toten von Nele Neuhaus, Hörbuch Hamburg, ISBN 978-3-89903-848-4.
- 2014: Panic – Wer Angst hat, ist raus von Lauren Oliver, Silberfisch, ISBN 978-3-86742-182-9.
- 2015: Worte in meiner Hand von Guinevere Glasfurd, Hörbuch Hamburg, ISBN 978-3-95713-010-5.
- 2015: Leona. Die Würfel sind gefallen von Jenny Rogneby, Jumbo Verlag, Hamburg, ISBN 978-3-8337-3462-5.
- 2016: Romeo und Julia. Shakespeare für Klein und Groß von Ulrich Maske, Jumbo Verlag, Hamburg, ISBN 978-3-8337-3532-5.
- 2016: Im Wald von Nele Neuhaus, Hörbuch Hamburg, ISBN 978-3-95713-052-5.

## Hörspiele (Auswahl)
- 2010: Matthias Wittekindt: Störtebekers Rache – Regie: Norbert Schaeffer, (Radio-Tatort – NDR)
- 2019: Matthias Karow: Die Tochter des Onslow Kirby (Sandra Schlüter/Lu Kirby) – Regie: Oliver Sturm (NDR)

## Auszeichnungen
- 2004: Solopreis beim Theatertreffen Deutschsprachiger Schauspielstudierender für Olivia in Shakespeares Was Ihr Wollt (R: Jutta Hoffmann)
- 2006: Preisträgerin des Boy-Gobert-Preises 2006 und zusammen mit den Kollegen des Jungen Schauspielhauses des Nachwuchspreises der Freunde des Deutschen Schauspielhauses.
- 2013 Osterwold, Sprecherpreis, Hörbuch